# Кубок европейских чемпионов по волейболу среди женщин 1981/1982
22-й розыгрыш Кубка европейских чемпионов по волейболу среди женщин проходил с 8 ноября 1981 по 14 февраля 1982 года с участием 18 клубных команд стран-членов Европейской конфедерации волейбола (ЕКВ). Финальный этап был проведён в Равенне (Италия). Победителем турнира во 2-й раз в своей истории и во 2-й раз подряд стала советская команда «Уралочка» (Свердловск).

## Команды-участницы
| Страна       | Команда                    |                                           |
| ------------ | -------------------------- | ----------------------------------------- |
| Албания      | «Динамо» (Тирана)          | Чемпион Албании 1981                      |
| Бельгия      | «Дилбек-Иттербек» (Дилбек) | Чемпион Бельгии 1981                      |
| Болгария     | «Левски-Спартак» (София)   | Чемпион Болгарии 1981                     |
| Венгрия      | «Вашаш-Иззо» (Будапешт)    | серебряный призёр чемпионата Венгрии 1981 |
| Греция       | «Зириниос» (Кифисья)       | Чемпион Греции 1981                       |
| Израиль      | «Хапоэль» (Мерхавия)       | Чемпион Израиля 1981                      |
| Италия       | «Диана Докс» (Равенна)     | Чемпион Италии 1981                       |
| Нидерланды   | «Принс» (Доккюм)           | Чемпион Нидерландов 1981                  |
| Норвегия     | «Берген СИ» (Берген)       | Чемпион Норвегии 1981                     |
| Румыния      | «Динамо» (Бухарест)        | Чемпион Румынии 1981                      |
| СССР         | «Уралочка» (Свердловск)    | Чемпион СССР 1981                         |
| Турция       | «Эджзаджибаши» (Стамбул)   | Чемпион Турции 1981                       |
| Финляндия    | «Кархулан Вейкот» (Котка)  | Чемпион Финляндии 1981                    |
| Франция      | «Кламар» (Кламар)          | Чемпион Франции 1981                      |
| ФРГ          | «Фойербах» (Штутгарт)      | серебряный призёр чемпионата ФРГ 1981     |
| Чехословакия | «Руда Гвезда» (Прага)      | Чемпион Чехословакии 1981                 |
| Швейцария    | «Уни» (Базель)             | Чемпион Швейцарии 1981                    |
| Швеция       | «Соллентуна» (Соллентуна)  | Чемпион Швеции 1981                       |

## Система проведения розыгрыша
В турнире принимали участие команды 18 стран-членов ЕКВ. Соревнования состояли из 1-го раунда, 1/8 и 1/4 финалов плей-офф и финального этапа.
Финальный этап состоял из однокругового турнира с участием четырёх победителей четвертьфинальных пар.

## 1-й раунд
8—15.11.1981
 «Берген СИ» (Берген) —  «Кархулан Вейкот» (Котка)
8 ноября. 2:3 (8:15, 13:15, 17:15, 16:14, 5:15).
15 ноября. 0:3 (10:15, 4:15, 10:15).
 «Уни» (Базель) —  «Хапоэль» (Мерхавия)
8 ноября. 3:0 (15:4, 15:8, 15:2).
15 ноября. 3:1.

## 1/8 финала
12—20.12.1981
 «Кархулан Вейкот» (Котка) —  «Уралочка» (Свердловск)
12 декабря. 0:3 (4:15, 3:15, 3:15).
19 декабря. 0:3 (1:15, 7:15, 6:15).
 «Принс» (Доккюм) —  «Кламар»
3:0 (15:13, 15:4, 15:2).
2:3.
 «Уни» (Базель) —  «Диана Докс» (Равенна)
12 декабря. 1:3 (2:15, 16:18, 16:14, 5:15).
19 декабря. 0:3 (9:15, 5:15, 8:15).
 «Эджзаджибаши» (Стамбул) —  «Левски-Спартак» (София)
3:1 (10:15, 15:9, 15:7, 15:5).
0:3.
 «Руда Гвезда» (Прага) —  «Вашаш-Иззо» (Будапешт)
3:1 (10:15, 15:4, 15:13, 15:11).
1:3.
 «Динамо» (Бухарест) —  «Зириниос» (Кифисия)
13 декабря. 3:0 (15:0, 15:2, 15:8).
20 декабря. 3:0 (15:3, 15:7, 15:2).
 «Дилбек-Иттербек» (Дилбек) —  «Соллентуна»
1:3 (15:10, 9:15, 13:15, 6:15).
1:3.
 «Лоххоф» (Унтершлайсхайм) —  «Динамо» (Тирана)
12 декабря. 3:0 (15:6, 15:12, 15:11).
19 декабря. 0:3 (5:15, 12:15, 3:15). Общий счёт игровых очков по сумме двух матчей 65:74..

## Четвертьфинал
5—12.01.1982
 «Уралочка» (Свердловск) —  «Динамо» (Бухарест)
3:1 (15:10, 11:15, 15:13, 15:6).
3:0 (15:9, 15:3, 15:12).
 «Принс» (Доккюм) —  «Диана Докс» (Равенна)
3:1 (15:11, 3:15, 15:13, 15:11).
2:3 (15:17, 15:9, 15:17, 15:9, 9:15).
 «Левски-Спартак» (София) —  «Вашаш-Иззо» (Будапешт)
3:0 (15:10, 15:7, 15:4).
1:3 (3:15, 6:15, 15:10, 6:15).
 «Соллентуна» —  «Лоххоф» (Унтершлайсхайм)
2:3 (15:13, 15:13, 8:15, 10:15, 6:15).
0:3 (4:15, 13:15, 5:15).

## Финальный этап
12—14 февраля 1982.  Равенна.
Участники:
 «Уралочка» (Свердловск)

 «Принс» (Доккюм)

 «Лоххоф» (Унтершлайсхайм)

 «Левски-Спартак» (София)
Команды-участницы провели однокруговой турнир, по результатам которого определена итоговая расстановка мест.

### Результаты
| М | Команда                   | 1   | 2   | 3   | 4   | И | В | П | С/П | О |
| - | ------------------------- | --- | --- | --- | --- | - | - | - | --- | - |
| 1 | «Уралочка» (Свердловск)   |     | 3:0 | 3:0 | 3:1 | 3 | 3 | 0 | 9:1 | 6 |
| 2 | «Принс» (Доккюм)          | 0:3 |     | 3:1 | 3:0 | 3 | 2 | 1 | 6:6 | 5 |
| 3 | «Лоххоф» (Унтершлайсхайм) | 0:3 | 1:3 |     | 3:2 | 3 | 1 | 2 | 4:6 | 4 |
| 4 | «Левски-Спартак» (София)  | 1:3 | 0:3 | 2:3 |     | 3 | 0 | 3 | 3:9 | 3 |

12 февраля
 «Уралочка» —  «Лоххоф»
3:0 (15:6, 15:13, 15:8)
 «Принс» —  «Левски-Спартак»
3:2 (12:15, 10:15, 15:8, 15:13, 15:6)
13 февраля
 «Лоххоф» —  «Левски-Спартак»
3:0 (15:6, 15:1, 15:12)
 «Уралочка» —  «Принс»
3:0 (15:13, 15:3, 15:5)
14 февраля
 «Принс» —  «Лоххоф»
3:1 (15:9, 13:15, 15:10, 15:11)
 «Уралочка» —  «Левски-Спартак»
3:1 (13:15, 15:12, 15:3, 15:6)

### Итоги

#### Положение команд
| «Уралочка» (Свердловск)     |
| «Принс» (Доккюм)            |
| «Лоххоф» (Унтершлайсхайм)   |
| 4. «Левски-Спартак» (София) |

 «Уралочка» (Свердловск): Елена Ахаминова, Ирина Ахаминова, Елена Волкова, Т.Кафтайлова, Светлана Кунышева, Галина Лебедева, Лидия Логинова, Ирина Макогонова, Надежда Орлова, Наталья Разумова, Ольга Соловова, Ольга Шардакова. Тренер — Николай Карполь.